# Eomecon chionantha
Eomecon chionantha är en vallmoväxtart som beskrevs av Henry Fletcher Hance. Eomecon chionantha ingår i släktet Eomecon och familjen vallmoväxter. Inga underarter finns listade i Catalogue of Life.

## Bildgalleri

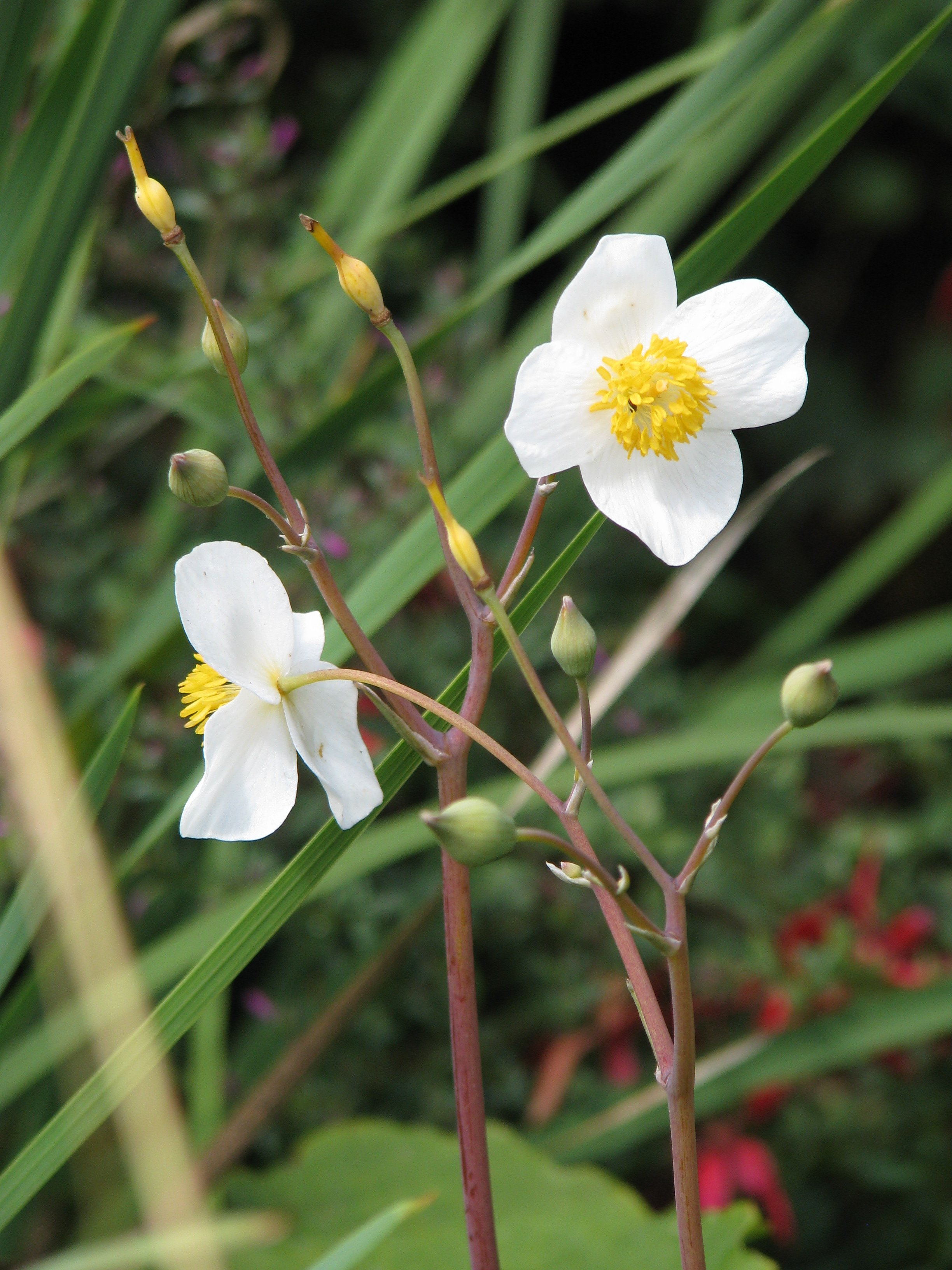